# Jean Dabos
Jean Dabos, né le 5 juin 1923 à Condom dans le Gers et mort le 19 septembre 2012 à L'Isle-sur-la-Sorgue dans le Vaucluse, est un aviateur français. Il a été successivement pilote de chasse durant la Seconde Guerre mondiale, pilote de ligne (notamment chez Air France), pilote d'essai et constructeur amateur d'avions. Il a battu des records aéronautiques reconnus par la Fédération aéronautique internationale (FAI).

## Biographie

### Pilote de chasse
À 18 ans, Jean Dabos rejoint la Grande-Bretagne et s'engage dans les Forces aériennes françaises libres (FAFL). Il vole sur Supermarine Spitfire au sein du groupe de chasse Alsace (Squadron no 341 dans la Royal Air Force). Il abat un avion ennemi, un Messerschmitt Bf 109.

### Aviation civile
Après la guerre, Jean Dabos devient pilote de ligne chez Air France. Durant son temps libre, il conçoit des avions légers : le "Roitelet", un monoplace muni d'un moteur de 25 ch, et le JD 24P, bimoteur de tourisme. 

### Pilote d'essai
Jean Dabos poursuit sa carrière comme pilote d'essai pour la SNCASO. Il compte parmi les plus grands pilotes d'essais français de l'après-guerre. Il effectue notamment de nombreux vols de mise au point des moteurs sur le prototype du SO.6020 Espadon et celui du SO.4050 Vautour. 

### Pilote de records
Il effectue aussi le premier vol en 1953 de l’hélicoptère SO.1221 Djinn. Avec cet hélicoptère monoplace à moteur Turbomeca Palouste, le 29 décembre 1953, à Villacoublay, il atteint 4 789 mètres et bat ainsi le record international d’altitude dans la catégorie des hélicoptères de moins de 500 kg. 
Avec la version biplace et carénée de cet hélicoptère, il améliore grandement ce record le 22 mars 1957, en atteignant 8 458 mètres, mais ce record n'est pas homologué officiellement.
Pour Sud-Aviation, Jean Dabos fut l'ambassadeur dans le monde entier de la Caravelle et membre de l'équipe des essais en vol du Concorde.

### Formateur
Il contribua à créer Aeroformation et dirigea la formation initiale des futurs pilotes de Concorde et d'Airbus pour Air France et Lufthansa. Après sa retraite, en 1974, il donna bénévolement de son temps pour initier de jeunes pilotes en aéro-club, notamment à Pont-Saint-Esprit et Avignon. Il décède en 2012. Il comptabilisait sur son carnet de vol plus de 11 000 h de vol sur 127 types d’avions différents, et 144 missions de guerre.
Jean Dabos était officier de la Légion d'honneur, officier de l'ordre national du mérite, titulaire de la Médaille militaire, de la Croix de guerre 1939-1945 avec trois citations, et de la Médaille de l'Aéronautique.

## Brevets
- Pilote militaire 15.05.1943
- Navigateur NA 070 30.03.1954
- Pilote de ligne PL 062 30.09.1954
- Pilote hélicoptère PH 005 01.10.1954
- Pilote d’essais PE 127 18.05.1955
- Pilote prive avion TT9809 28.02.1953
- Pilote planeur VV020400287 28.02.1987

## Qualifications
- Instructeur pilote professionnel 30.09.1956
- Instructeur pilote de ligne 1972-1976
- Instructeur pilote hélicoptère 06.10.1955
- Instructeur pilote privé avion 01.03.1985

## Distinctions
- Officier de la Légion d'Honneur
- Officier de l’Ordre National du Mérite
- Médaille Militaire
- Croix de guerre 1939-1945 avec 3 palmes
- Médaille de l'Aéronautique